# Jasmina Jamnik
Jasmina Jamnik, slovenska novinarka in televizijska voditeljica, * 1982, Notranje Gorice.

## Življenjepis
Diplomirala je politologijo na Fakulteti za družbene vede in sociologijo kulture na Filozofski fakulteti.
Novinarske izkušnje je 1999 začela pridobivati na komercialni televiziji POP tv. Ker ji tamkajšnje delo ni preveč ustrezalo, se je leta 2002 udeležila avdicije na TV Slovenija. Sprva je delala v ekspirimentalnem programu, 2003 pa je prestopila v redakcijo notranje politike, v jutranjem programu je 2004 pričela voditi Poročila (ob 7., 8., 9. in 13. uri), pozneje tudi Poročila ob 15h in 17h. in  ter novičarski del znotraj oddaje Odmevi, leta 2009 pa je postala voditeljica Dnevnika.
Ukvarja s športom in jogo, več kot 10 let se je v Kulturnem društvu Janez Jalen ukvarjala z gledališčem.
S Kristofom Geymayerjem ima sina Maksimilijana (2014).
Njena sestra je miss različnih prireditev Maja Jamnik.